# Raoul Paoli
Jacques Marie Lucien Raoul Simonpaoli (Courtalain, 24 de noviembre de 1887-París, 23 de marzo de 1960) fue un deportista francés que compitió en remo y atletismo.
Participó en cinco Juegos Olímpicos de Verano entre los años 1900 y 1928, obteniendo una medalla de bronce en París 1900 en remo (dos con timonel).

## Palmarés internacional
| Juegos Olímpicos | Juegos Olímpicos | Juegos Olímpicos  | Juegos Olímpicos |
| Año              | Lugar            | Medalla           | Prueba           |
| ---------------- | ---------------- | ----------------- | ---------------- |
| 1900             | París (Francia)  | Medalla de bronce | Dos con timonel  |